# Acide clupanodonique
L'acide clupanodonique (n-3 DPA, pour docosapentaenoic acid en anglais) est un acide gras polyinsaturé oméga-3 correspondant à l'acide tout-cis-Δ7,10,13,16,19-docosapentaénoïque (22:5). Il tire son nom du Clupanodon thrissa, un poisson de la famille des clupéidés — dont font également partie les harengs et les sardines. C'est un métabolite intermédiaire de la conversion de l'acide eicosapentaénoïque (EPA) en acide docosahexaénoïque (DHA). Il est présent en abondance dans la graisse de pinnipèdes — phoques, morses et otaries.